# Kanton Romorantin-Lanthenay
Der Kanton Romorantin-Lanthenay ist ein französischer Wahlkreis im Arrondissement Romorantin-Lanthenay im Département Loir-et-Cher in der Region Centre-Val de Loire; sein Hauptort ist Romorantin-Lanthenay. 
Der Kanton wurde im Zuge der Neuordnung der französischen Kantone im Jahr 2015 neu geschaffen und umfasst neben der Stadt Romorantin-Lanthenay (zuvor Kanton Romorantin-Lanthenay-Nord und Kanton Romorantin-Lanthenay-Sud) fünf weitere Gemeinden.

## Gemeinden
Der Kanton besteht aus sechs Gemeinden mit insgesamt 20.440 Einwohnern (Stand: 1. Januar 2022) auf einer Gesamtfläche von 266,67 km²:
| Gemeinde                    | Einwohner 1. Januar 2022 | Fläche km² | Dichte Einw./km² | Code INSEE | Postleitzahl |
| --------------------------- | ------------------------ | ---------- | ---------------- | ---------- | ------------ |
| Loreux                      | 224                      | 29,95      | 7                | 41118      | 41200        |
| Millançay                   | 722                      | 57,94      | 12               | 41140      | 41200        |
| Romorantin-Lanthenay        | 18.377                   | 45,31      | 406              | 41194      | 41200        |
| Veilleins                   | 148                      | 43,26      | 3                | 41268      | 41230        |
| Vernou-en-Sologne           | 557                      | 51,31      | 11               | 41271      | 41230        |
| Villeherviers               | 412                      | 38,90      | 11               | 41282      | 41200        |
| Kanton Romorantin-Lanthenay | 20.440                   | 266,67     | 77               | 4110       | –            |